# Artin–Zorns sats
Inom matematiken är Artin–Zorns sats, uppkallad efter Emil Artin och Max Zorn, ett resultat som säger att en ändlig alternativ skevkropp är en kropp. Den publicerades först av Zorn, men i sin publikation säger han att satsen först upptäckts av Artin. Artin–Zorns sats generaliserar Wedderburns sats, som säger att en ändlig associativ skevkropp är en kropp. Som en geometrisk konsekvens är varje ändligt Moufangplan det klassiska projektiva planet över en ändlig kropp.